# 南雪谷
南雪谷（みなみゆきがや）は、東京都大田区の町名。現行行政地名は南雪谷一丁目から南雪谷五丁目。住居表示実施済区域。

## 地理
大田区の北西部に位置する。地域北部は中原街道に接し、これを境に雪谷大塚町・石川町にそれぞれ接する。地域東部は呑川に接し、これを境に東雪谷に接する。地域南部は横須賀線（品鶴線）の線路に接しこれを境に、久が原に接する。地域南西部は北嶺町に接する。地域西部は環八通り（東京都道311号環状八号線）に接し、これを境に田園調布本町に接する（地名はいずれも大田区）。
地域北部の中原街道付近から西部にかけてに東急池上線の線路が通っており、当地域に雪が谷大塚駅がある。横須賀線に鉄道駅はない。駅周辺は商店などがあるが、その他の地域は住宅地となっている。

### 地価
住宅地の地価は、2025年（令和7年）1月1日の公示地価によれば、南雪谷1-18-6の地点で61万3000円/m2、南雪谷2-2-4の地点で90万2000円/m2、南雪谷3-16-19の地点で62万円/m2となっている。

## 世帯数と人口
2024年（令和6年）4月1日現在（東京都発表）の世帯数と人口は以下の通りである。
| 丁目         | 世帯数    | 人口     |
| ------------ | --------- | -------- |
| 南雪谷一丁目 | 1,979世帯 | 3,390人  |
| 南雪谷二丁目 | 1,467世帯 | 2,563人  |
| 南雪谷三丁目 | 1,092世帯 | 2,196人  |
| 南雪谷四丁目 | 967世帯   | 1,922人  |
| 南雪谷五丁目 | 1,041世帯 | 2,360人  |
| 計           | 6,546世帯 | 12,431人 |

### 人口の変遷
国勢調査による人口の推移。
| 年                 | 人口   |
| ------------------ | ------ |
| 1995年（平成7年）  | 10,011 |
| 2000年（平成12年） | 10,360 |
| 2005年（平成17年） | 11,176 |
| 2010年（平成22年） | 11,781 |
| 2015年（平成27年） | 12,463 |
| 2020年（令和2年）  | 12,523 |

### 世帯数の変遷
国勢調査による世帯数の推移。
| 年                 | 世帯数 |
| ------------------ | ------ |
| 1995年（平成7年）  | 4,455  |
| 2000年（平成12年） | 4,828  |
| 2005年（平成17年） | 5,218  |
| 2010年（平成22年） | 5,736  |
| 2015年（平成27年） | 6,274  |
| 2020年（令和2年）  | 6,358  |

## 学区
区立小・中学校に通う場合、学区は以下の通りとなる。
| 丁目         | 番地                                     | 小学校                 | 中学校                 |
| ------------ | ---------------------------------------- | ---------------------- | ---------------------- |
| 南雪谷一丁目 | 6〜20番                                  | 大田区立雪谷小学校     | 大田区立雪谷中学校     |
| 南雪谷一丁目 | 1〜5番                                   | 大田区立雪谷小学校     | 大田区立石川台中学校   |
| 南雪谷二丁目 | 1番                                      | 大田区立雪谷小学校     | 大田区立石川台中学校   |
| 南雪谷二丁目 | 2〜14番 15番の一部                       | 大田区立雪谷小学校     | 大田区立雪谷中学校     |
| 南雪谷二丁目 | 15番の一部 16〜21番                      | 大田区立調布大塚小学校 | 大田区立石川台中学校   |
| 南雪谷三丁目 | 全域                                     | 大田区立雪谷小学校     | 大田区立雪谷中学校     |
| 南雪谷四丁目 | 1〜16番 18〜23番 25番                    | 大田区立雪谷小学校     | 大田区立雪谷中学校     |
| 南雪谷四丁目 | 17番 24番                                | 大田区立調布大塚小学校 | 大田区立東調布中学校   |
| 南雪谷五丁目 | 1〜12番                                  | 大田区立雪谷小学校     | 大田区立雪谷中学校     |
| 南雪谷五丁目 | 18番の一部 19番の一部                    | 大田区立松仙小学校     | 大田区立大森第十中学校 |
| 南雪谷五丁目 | 13〜17番 18番の一部 19番の一部 20番 21番 | 大田区立松仙小学校     | 大田区立雪谷中学校     |

## 私立学校
清明学園幼稚園・初等学校・中学校

## 事業所
2021年（令和3年）現在の経済センサス調査による事業所数と従業員数は以下の通りである。
| 丁目         | 事業所数  | 従業員数 |
| ------------ | --------- | -------- |
| 南雪谷一丁目 | 55事業所  | 520人    |
| 南雪谷二丁目 | 218事業所 | 1,532人  |
| 南雪谷三丁目 | 37事業所  | 283人    |
| 南雪谷四丁目 | 31事業所  | 125人    |
| 南雪谷五丁目 | 36事業所  | 272人    |
| 計           | 377事業所 | 2,732人  |

### 事業者数の変遷
経済センサスによる事業所数の推移。
| 年                 | 事業者数 |
| ------------------ | -------- |
| 2016年（平成28年） | 359      |
| 2021年（令和3年）  | 377      |

### 従業員数の変遷
経済センサスによる従業員数の推移。
| 年                 | 従業員数 |
| ------------------ | -------- |
| 2016年（平成28年） | 2,670    |
| 2021年（令和3年）  | 2,732    |

## 施設
- 大田区立東調布公園・東調布児童交通公園
- 東急電鉄雪ケ谷検車区
- 田園調布郵便局
- 円長寺
- スポーツオアシス雪谷24Plus｜ジム&スパサウナ[14]
- バーミヤン 雪ケ谷店大塚駅前店[15]
- オオゼキ雪谷店[16]

## 交通
当地域北西部に東急池上線雪が谷大塚駅があり、多く利用されている。他に付近を走るバス路線も利用される。

## その他

### 日本郵便
- 郵便番号 : 145-0066[2]（集配局 : 田園調布郵便局[17]）。